# Koninklijke Kanongieterij van Luik
De Koninklijke Kanongieterij (Fonderie Royale des Canons, afgekort FRC) is een voormalige Belgische gieterij, sinds 1803 gevestigd in de wijk Saint-Léonard in Luik. De gieterij werd gesticht tijdens de Franse periode in de Belgische geschiedenis en zette haar activiteiten voort onder het regime van het Verenigd Koninkrijk der Nederlanden. Na de revolutie van 1830 kwam de stichting onder controle van de Belgische staat. Het was een van de paradepaardjes van de wapenindustrie in België en de regio Luik. Er werden wapens en munitie geproduceerd voor de Belgische strijdkrachten en voor de export. Ook werd er een gieterij voor diverse kunstwerken opgericht.
In 1949 werden de militaire activiteiten van de instelling stopgezet en overgebracht naar het arsenaal van de Belgische strijdkrachten in Rocourt. De gebouwen werden in 1962 afgebroken om aan de  Sint-Leonardkade  het Koninklijk Atheneum Liège Atlas te bouwen.

## Geschiedenis

### Franse oorsprong

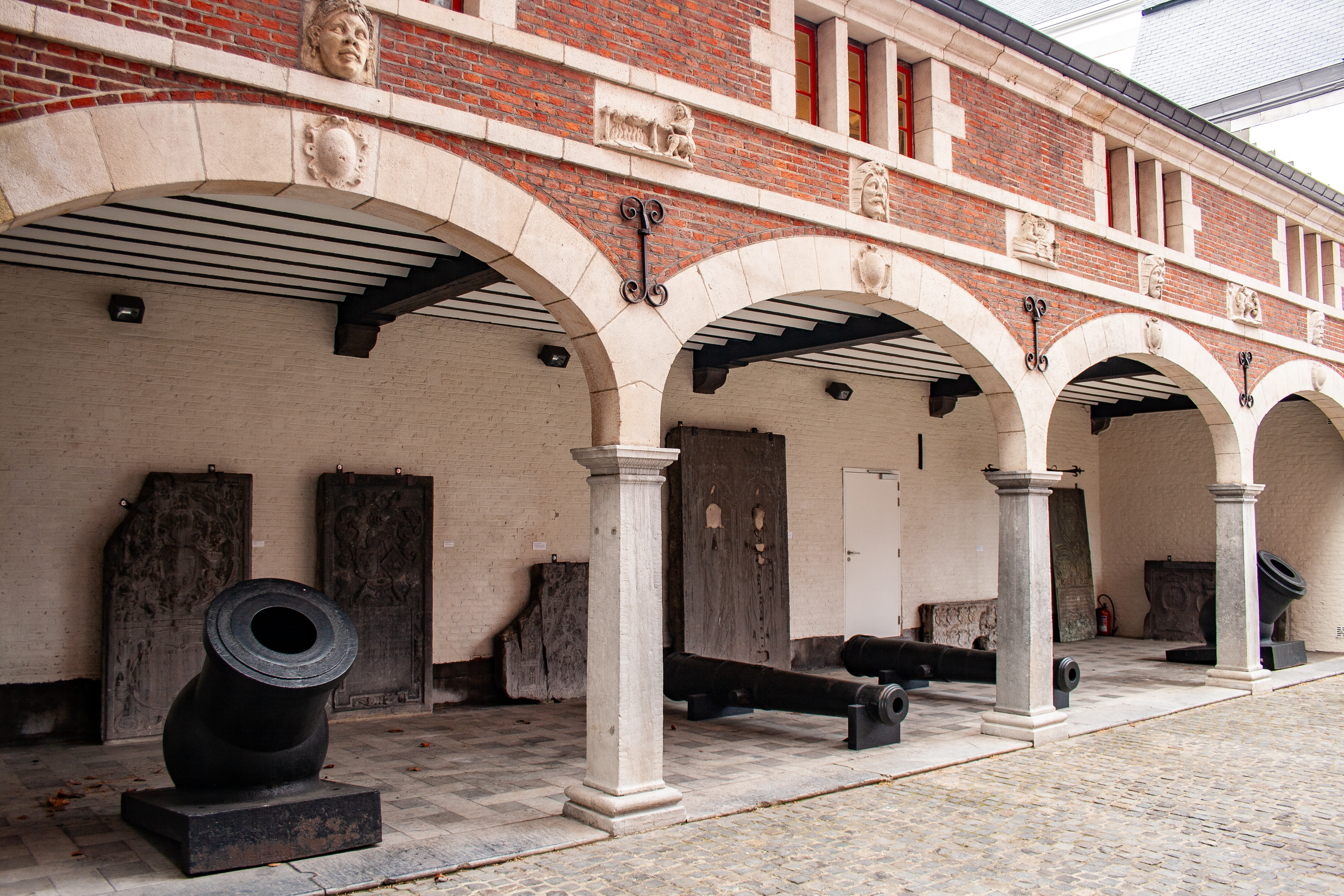
Verschillende FRC-kanonnen en mortieren tentoongesteld in het Grand Curtius in Luik.

De oprichting van de kanongieterij in Luik dateert uit de Franse periode van de Belgische geschiedenis. In 1803 besloot Napoleon I 1.700.000 Franse franks  te reserveren voor de oprichting van een gieterij voor de levering 3.000 gietijzeren kanonnen van groot kaliber, bestemd voor de bewapening van de Franse Keizerlijke Marine die gestationeerd was in Boulogne-sur-Mer met het doel het Britse Koninkrijk binnen te vallen, en tevens in Antwerpen als vlootbasis.
De industrieel Jacques Constantin Périer, een Franse technicus geboren in Parijs, stelde voor de uitdaging aan te gaan en vestigde de gieterij op de plek van het voormalige priorij van Saint-Léonard, waarvan de ruïnes voor de gelegenheid werden afgebroken. Het bedrijf ging failliet vanwege een gebrek aan ervaring op het gebied en aan gekwalificeerd personeel. Dit leidde ertoe dat Périer het contract beëindigde en dat de Franse regering de fabriek in bezit nam. Er werd geen andere industrieel gevonden die de zaak van Périer wilde opvolgen en het Eerste Keizerrijk vertrouwde de leiding toe aan de heer Petit, die al sinds de oprichting bij de onderneming werkzaam was. Het etablissement droeg de naam "Fonderie impériale de canons de Liège". In 1807 werd artilleriekapitein Jure, een marineofficier, de eerste directeur. In 1808 telde het bedrijf 113 personen en produceerde het 560 kanonnen en carronades met een totaalgewicht van 1.210.717 kilo, wat een opbrengst opleverde van 738.537 franks . In dat jaar werden in de gieterij de eerste rails in de geschiedenis van de Belgische spoorwegen gelegd om goederen te duwen.
Op 8 november 1811 bezochten Napoleon en keizerin Marie Louise van Oostenrijk de gieterij tijdens zijn bezoek aan Luik. Een gietijzeren plaquette met het opschrift "Napoleon de Grote en Marie-Louise bezochten de Keizerlijke Gieterij op 8 november 1811" wordt bij deze gelegenheid gegoten en op de gevel van het etablissement bevestigd. Als teken van tevredenheid kende de keizer alle arbeiders een gratificatie van één maandloon toe.
In 1814 evacueerden de Fransen Luik na de nederlagen in de Zesde Coalitieoorlog. Ze namen onder meer de cilinders van de stoommachines, de assen van de smederijen en andere voor de productie van kanonnen noodzakelijke voorwerpen mee, zodat de gieterij niet direct weer in bedrijf kon worden genomen.

### Nederlandse periode

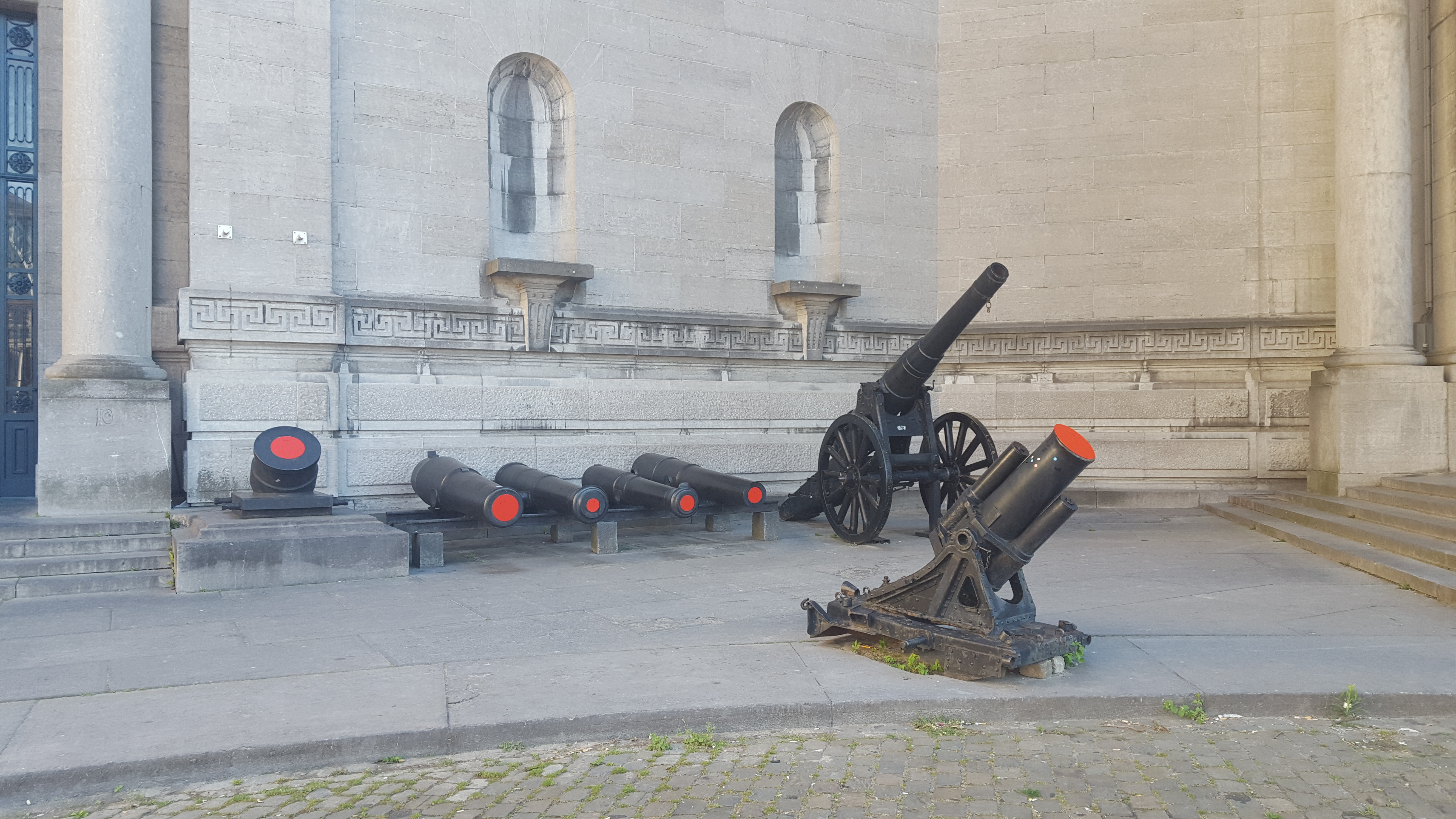
Verschillende FRC-vuurmonden tentoongesteld in het Koninklijk Museum van het Leger en de Krijgsgeschiedenis in Brussel.

Na de val van het Eerste Keizerrijk van Napoleon Bonaparte kwamen de overwinnende Europese mogendheden bijeen op het Congres van Wenen om de kaarten van Europa opnieuw te tekenen. Om een bolwerk te hebben tegen mogelijke nieuwe expansionistische ambities van Frankrijk  besloten ze een bufferstaat te creëren tussen het nieuwe koninkrijk Frankrijk en Pruisen, en richtten ze met dit in gedachten het Verenigd Koninkrijk der Nederlanden op. Het werd gegrondvest op 15 maart 1815, met Willem I van Oranje-Nassau als vorst. Deze laatste transformeerde de voormalige Franse departementen in zeventien provincies en het departement Ourthe, waar Luik deel van uitmaakte, werd de provincie Luik. Hij investeerde aanzienlijk in het nastreven van de industriële revolutie, vooral in de zuidelijke provincies en de Samber-en-Maas-vallei, en verleende de gerenommeerde gieterij het predikaat "koninklijk": Koninklijke kanongieterij van Luik.
Het Luikse industriegebied profiteerde enorm van de ontwikkeling van de Belgische metaal- en staalindustrie en van de toenemende exploitatie van Belgische steenkoolmijnen, die de voor de gieterij benodigde grondstoffen leveren: ijzererts om te smelten en steenkool als brandstof. In 1816 werd het bedrijf gereorganiseerd en onder leiding gesteld van een kolonel der artillerie van de strijdkrachten van het Verenigd Koninkrijk der Nederlanden, Ulrich Huguenin , die tot 1830 directeur bleef. In deze periode werden in de gieterij meer dan 4.000 kanonnen, projectielen, onderdelen voor affuiten enzovoort geproduceerd, zowel voor de staat als voor particulieren, eventueel ook voor de export. Het productieproces werd aanzienlijk verbeterd, met onder meer de installatie van een nieuwe stoommachine van 20 pk met een ventilator .
In maart 1827 gaf de Minister van Oorlog, Frederik van Oranje-Nassau, opdracht om in de fabriek een ijzergieterij op te richten, die zou concurreren met de firma John Cockerill uit Seraing, die op grond van een contract gedateerd 31 mei 1827 een nieuwe stoommachine zou leveren. John Cockerill weigerde vervolgens de levering  en het was nodig om te wachten tot juni 1830 en de tussenkomst van koning Willem I zelf om een compromis te vinden. Het uitbreken van de Belgische Revolutie en meer bepaald de opstand van 1830 in de Zuidelijke Nederlanden onderbrak de activiteiten van de gieterij.

### Belgische periode

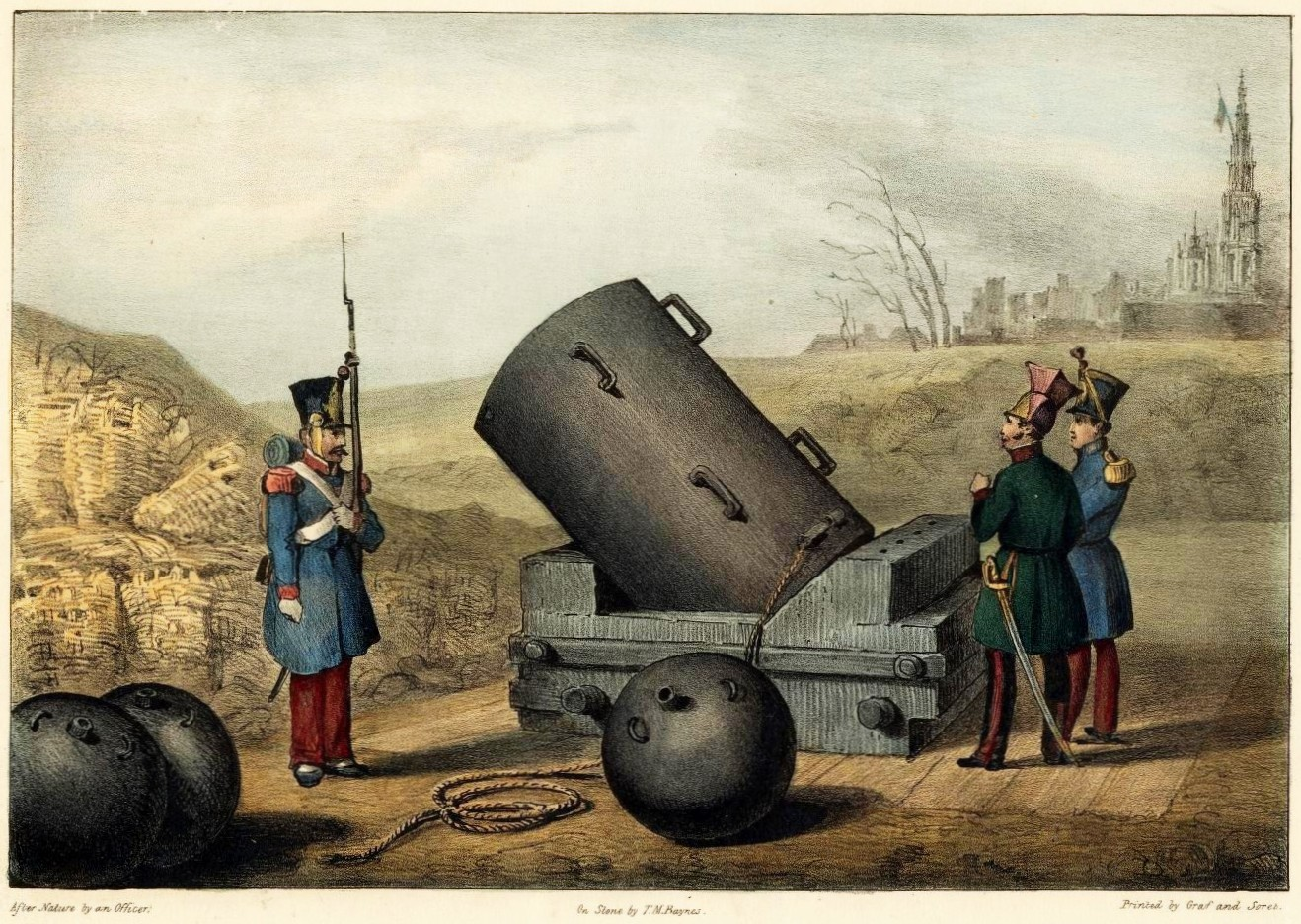
De monstermortier, gebruikt tijdens het beleg van de citadel van Antwerpen in 1832.

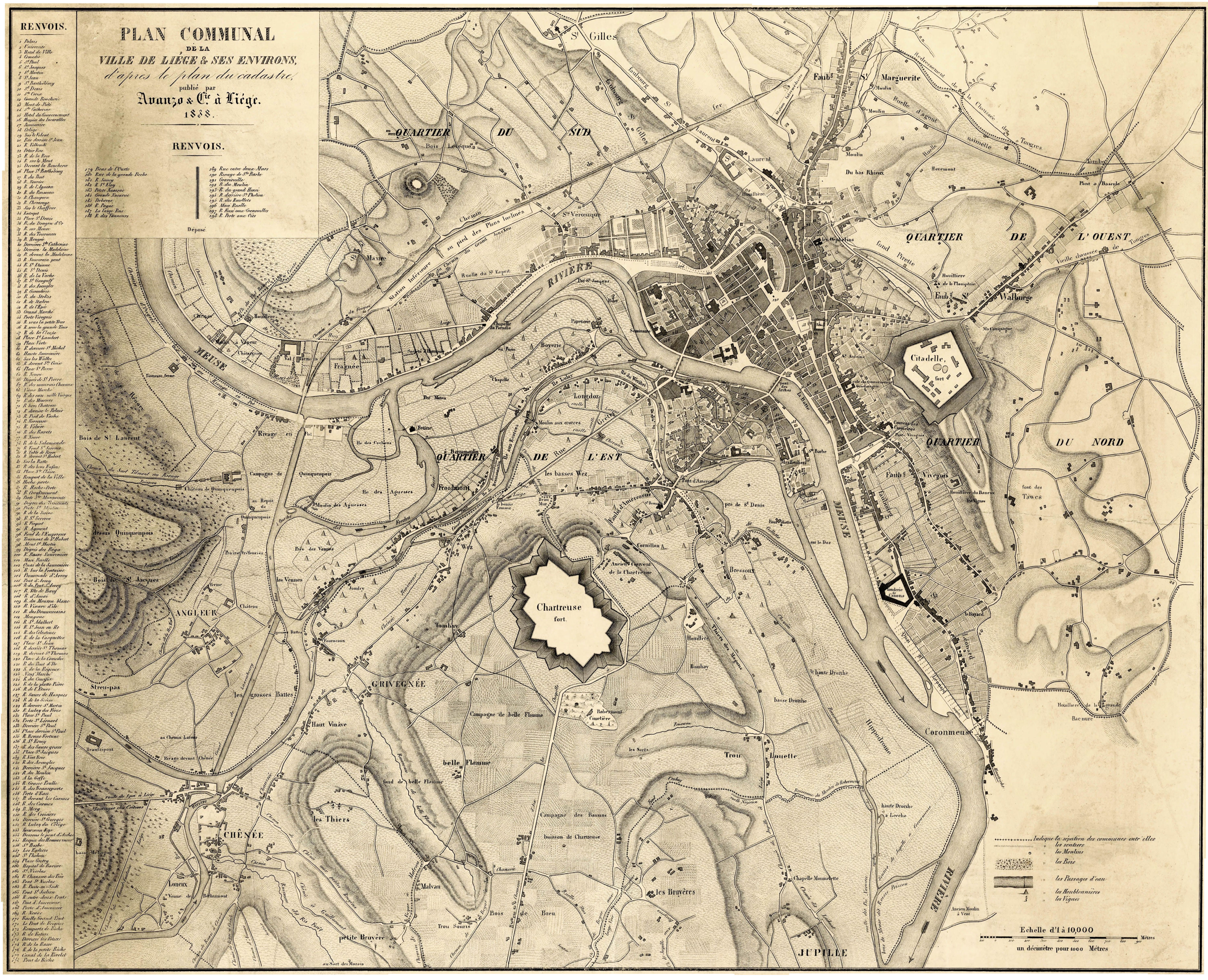
De Koninklijke Kanonnengieterij staat vermeld op een kaart van Luik uit 1838 (rechtsonder, op de linkeroever van de Maas aan de weg naar Maastricht). De Noordrichting is naar rechts.

België riep zijn onafhankelijkheid uit van het Verenigd Koninkrijk der Nederlanden op 4 oktober 1830. Na de verschillende onrusten in verband met de deelname van Luik aan de Belgische Revolutie, werden de activiteiten van de gieterij in 1831 normaal hervat en werd de toenmalige Nederlandse naam verfranst tot Fonderie Royale de Canons. Het bewapende de nieuwe strijdkrachten van België, nam deel aan de Belgisch-Nederlandse oorlog en produceerde met name de 'monstermortier' (in) die ontworpen was door de Franse artillerieofficier Henri-Joseph Paixhans en gegoten onder leiding van de Belgische Minister van Oorlog, Louis Évain. De mortier werd met goede resultaten gebruikt door het Franse expeditieleger tijdens het beleg van de citadel van Antwerpen, eind 1832 .
In 1835 begon de FRC met de productie van bronzen kanonnen en daarnaast ook gietijzeren kanonnen. Ook werden er kanonskogels, brisantgranaten, munitiekisten, overige granaten en bommen vervaardigd, evenals alle voorwerpen en materialen van gietijzer, ijzer en brons bestemd voor de artillerie, zoals gereedschappen, machines, veldvoertuigen, enz. Vanaf 1840 groeide de export aanzienlijk; zo werden er bijvoorbeeld in 1850 ongeveer honderd artilleriestukken gegoten voor het Braziliaanse Rijk. In 1849 kreeg de gieterij bezoek van Leopold I, de koning der Belgen. Volgens de Army Almanac van 1861 kon de Fonderie Royale des Canons minstens 600 geweren produceren en bestond het personeel uit 6 officieren, militieleden en 145 "bourgeois en boeren". Kolonel Wolff was directeur van 1876 tot 1885.
Bij het uitbreken van de Eerste Wereldoorlog in augustus 1914 werd het FRC-personeel overgeplaatst naar Antwerpen en vervolgens naar Le Havre in Frankrijk. Na de bezetting vertrokken de Duitsers in 1918 met een groot aantal machines. Al in 1919 bracht de toenmalige directeur, kolonel Wilmet, vanuit Le Havre de machines mee waarmee hij de legers aan het IJzerfront van artilleriemateriaal had voorzien en herstellingen had uitgevoerd.
Tussen de twee wereldoorlogen produceerde de gieterij luchtafweergeschut, een 47 mm antitankkanon, een 120 mm kanon, een 60 mm antitankkanon en een afneembare 76 mm mortier. Ook ontwerpt het bedrijf pantserkoepels en kazematkanonnen voor Belgische forten.

In 1937 werd een project gestart om de FRC naar Gent te verhuizen. De gemeenteraad van Luik verzette zich hier krachtig tegen en verklaarde:
In overweging nemend dat de Koninklijke Kanongieterij historisch deel heeft uitgemaakt van het industrieel erfgoed van van het Land van Luik, waar de Luikse bevolking zijn arbeidskracht aan heeft toegewijd, direct of indirect; om dit over te dragen naar een Vlaamse regio, die van zichzelf geen bijzondere ervaring heeft met de vervaardiging van wapentuig, is dit een inbreuk op de legitieme belangen van de Stad. (...) De gemeenteraad van Luik uit de meest krachtige wens dat de Regering de Koninklijke Kanongieterij te Luik zal handhaven.

### De Tweede Wereldoorlog en het einde ervan
Bij het begin van de Duitse inval in 1940 had het bedrijf 1.800 personen in dienst. De gieterijarbeiders werden geëvacueerd naar Brugge en vervolgens naar Frankrijk. Tijdens de nazi-bezetting werd het pand door het Derde Rijk in beslag genomen om kerkklokken te hergieten in wapentoepassingen.
Na de Tweede Wereldoorlog centraliseerde de Belgische strijdkrachten de productie en het onderhoud van alle wapens in hun nieuwe wapenarsenaal Rocourt. Dit was in 1938 gebouwd  voor het 15e artillerieregiment, en deze site fuseerde in 1949 met de Koninklijke Kanongieterij, de Staatswapenfabriek (ook gevestigd in Luik) en het tankarsenaal van Etterbeek.

## Huidige situatie en gebruik

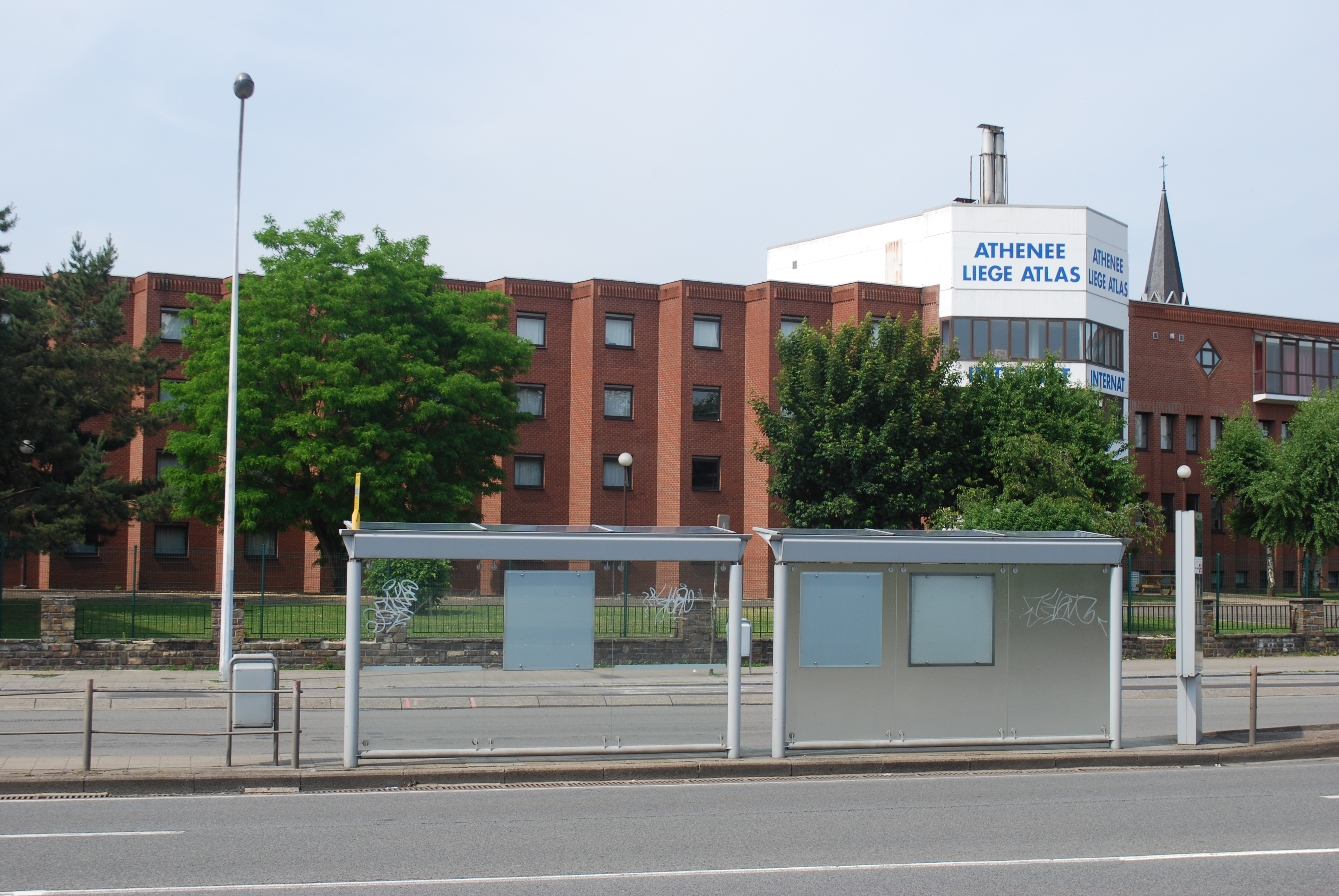
Het terrein van de Koninklijke Kanonnengieterij aan de kade Saint-Léonard werd in 1962 afgebroken en vervangen door het Koninklijk Atheneum Liège Atlas.

De gebouwen van de oude gieterij, gelegen aan de Saint-Léonard-kade, werden in 1962 gesloopt om plaats te maken voor het Koninklijk Atheneum Liège Atlas.

## Productie

### Artillerie

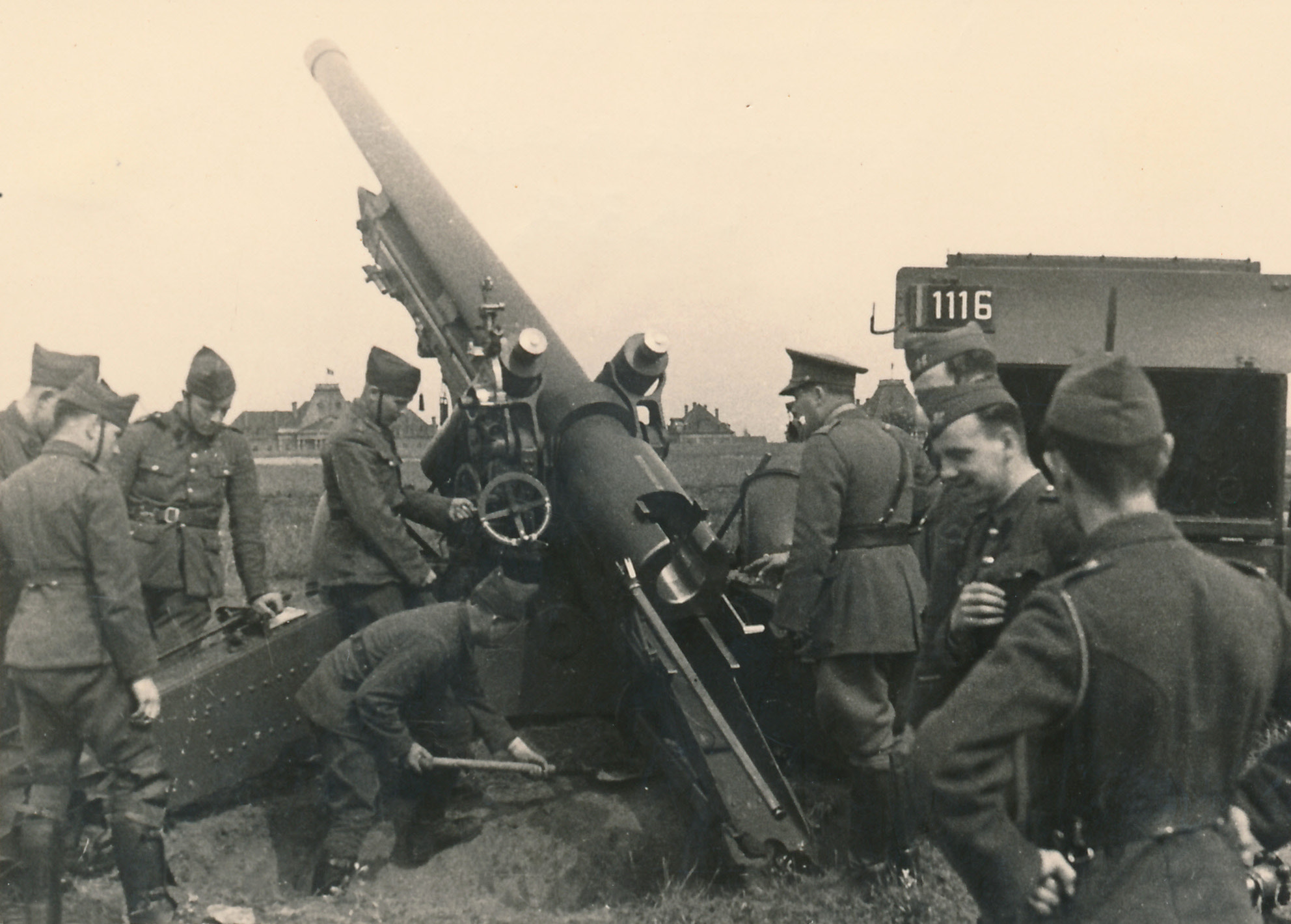
Een 120 mm L-kanon model 1931 van de FRC, in 1939 door de kanonniers van het 26A-regiment in Etterbeek ter beschikking gesteld.

- 47 mm antitankkanon model 1931
- 120 mm L model 1931 kanon
- Monstermortier (en)

### Kunstwerken gegoten bij de Koninklijke Kanongieterij

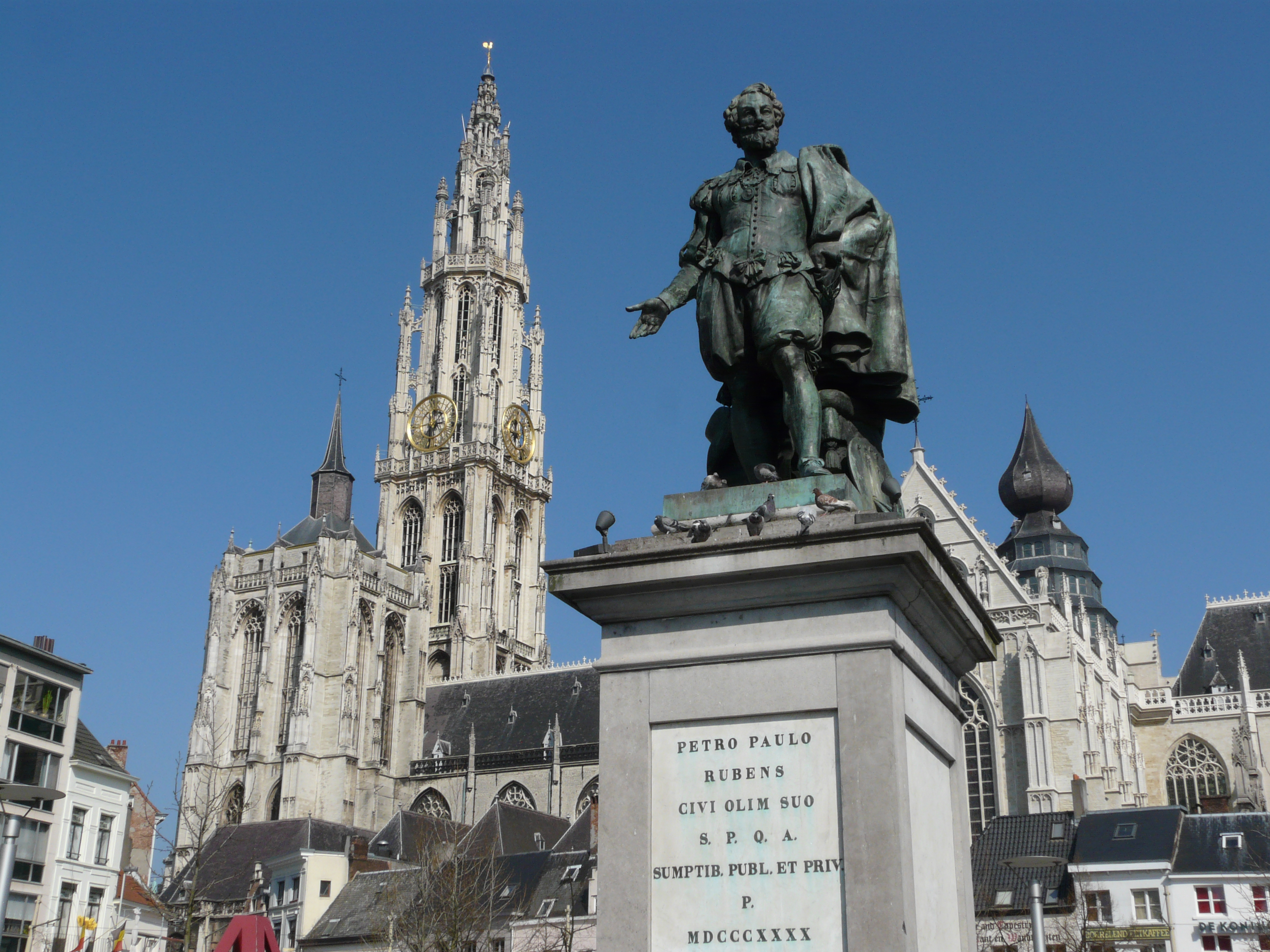
Het standbeeld van Peter Paul Rubens, op de Groenplaats te Antwerpen, is een werk van de beeldhouwer Guillaume Geefs en de gieter Gérard Buckens.

Veel kunstwerken werden gegoten bij de Koninklijke Kanongieterij. Daarbij waren:
- Antwerpen :
  - Het bronzen standbeeld van Peter Paul Rubens, op de Groenplaats, gemaakt in 1840 door Guillaume Geefs en gegoten door Gérard Buckens.[11]
  - De grote gietijzeren trofeeën die de poorten van de stadsmuren van Antwerpen sieren.
- Brussel :
  - De bronzen sculpturen van de vier vrijheden van de Congreskolom
  - Het standbeeld van koning Leopold I, gegoten door Victor Thiébaut.[12]
  - De twee zittende beelden die boven het Justitiepaleis in Brussel staan.
- Luik :
  - Het bronzen standbeeld van André Grétry, gemaakt door Guillaume Geefs in 1842 en geplaatst op de Place de l'Opéra in Luik, gegoten door Jean-Gérard Buckens.[13]
  - Het trekpaard en De Galliër die een paard temt, op de terrassen van Avroy, door de beeldhouwers Jules Halkin en Alphonse de Tombay.[14]

## Huidige sporen
- De gietijzeren koningskroon, symbool voor de Belgische monarchie, die boven de ingang van het FRC stond, is momenteel te zien in het wapenarsenaal van Rocourt.
- Er zijn meerdere kanonnen bewaard gebleven of tentoongesteld die door de FRC zijn vervaardigd [15], in het Koninklijk Museum van het Leger en de Krijgsgeschiedenis in Brussel.

## Persoonlijkheden verbonden aan de FRC
- Gérard Buckens, oprichter en professor aan de Academie van Luik.